# Agostinho Mignoni
Agostinho Mignoni (Veranópolis, 6 de junho de 1919) é um político brasileiro. Filho de José Mignoni e de Margarida Mignoni. Casou com Edy Hintz Mignoni, com quem teve duas filhas: Ediléa Clarice e Tânia Maria. Do relacionamento com Leonete Souza, nasceu a filha Sirlei. Em 1980, nasceu Agostinho Mignoni Júnior, fruto da união com Maria Claudete Tomasi.
Depois de concluir Curso Técnico em Contabilidade, mudou-se do Rio Grande do Sul para Joaçaba/SC, Oeste de Santa Catarina, em 1942, trabalhou para as firmas Sauelle Pagnocelli & Filhos Ltda. (1942-1944) e Madeireira Joaçaba Ltda, foi proprietário de escritório de Contabilidade e Seguros em Geral e acionista de empresas do setor industrial e agropecuário.
No Vale do Rio do Peixe, junto de outros, fundou o Partido Trabalhista Brasileiro (PTB), além de fundar e dirigir o jornal O Petebê e ser Tesoureiro da Comissão Executiva Estadual do PTB.
Líder político local, mantinha contato frequente com as comunidades, os trabalhadores e órgãos representativos da classe em toda região. Em programa de rádio com alcance regional, expunha o Programa de seu partido, falava sobre as práticas do partido da União Democrática Nacional (UDN), sobre corrupção e fazia denúncias.
Em 1956, Agostinho solicitou providências sobre o “Caso Jaborá”, indicando nomes de funcionários e de autoridades que deveriam apurar corretamente, mas que, por envolvimento político, transformavam as vítimas em réus. Depois de sua manifestação, em 11 de junho de 1956, em Joaçaba, foi sequestrado por policiais, espancado violentamente, ficou desacordado e, segundo jornal, quando hospitalizado, ficou em coma (CORREIO LAGEANO, 1956).
Caso grave e de grande repercussão, sobreviveu e continuou as atividades políticas, tendo publicado o livro Direito de Espancar Retrato de um Govêrno, 1957, em que relata o episódio, os meandros da política local e sua articulação com a estadual.
Participou na fundação da Frente Nacionalista dos Servidores Públicos de Santa Catarina, no ano de 1960.
Eleito Deputado Estadual à Assembleia Legislativa do Estado de Santa Catarina (ALESC), com 3.760 votos, pelo PTB, tomou posse à 4ª Legislatura (1959-1963) e foi 1º Secretário da Mesa Diretora, no ano de 1961.
Nas eleições de 1962, candidatou-se novamente à vaga de Deputado Estadual, recebeu 3.766 votos, pelo PTB, ficou como primeiro Suplente de seu partido e, convocado, passou a integrar a 5ª Legislatura (1963-1967), empossando em 3 de junho de 1963, na Assembleia Legislativa Estadual. Para esta Legislatura, foram eleitos quatro Deputados de Joaçaba: Paulo Stuart Wright (Partido Social Progressista - PSP), Agostinho Mignoni (PDT), Nelson Pedrini (Partido Social Democrático - PSD) e Walter Zigelli (UDN).
No parlamento propôs leis que foram aprovadas, entre elas, a que destinava subsídio financeiro em favor da Maternidade Imaculada Conceição, de Nova Trento, e que declarava de Utilidade Pública a Associação Beneficente de Santa Catarina e a Associação Clube Atlético Vila Nova (sede na Capital).

## Vida
Filho de José Mignoni e de Margarida Mignoni.

## Carreira
Foi deputado à Assembleia Legislativa de Santa Catarina na 4ª legislatura (1959 — 1963) e na 5ª legislatura (1963 — 1967), como suplente convocado, eleito pelo Partido Trabalhista Brasileiro (PTB). Foi 1º secretário da Assembléia Legislativa em 1961.